# Марк Юний Силан (консул 109 пр.н.е.)
Вижте пояснителната страница за други личности с името Марк Юний Силан.
Марк Юний Силан (на латински: Marcus Junius Silanus) e политик на Римската република през 2 век пр.н.е.

## Биография
Произлиза от клон Юний Силан на фамилията Юнии. Баща е на Децим Юний Силан (консул 62 пр.н.е.).
Пръв от фамилията си става консул. През 145 пр.н.е. той е Магистър на Монетния двор. Около 113/ 112 пр.н.е. е претор в Испания. През 109 пр.н.е. e избран за консул заедно с Квинт Цецилий Метел Нумидийски и се бие против кимврите в Цизалпийска Галия. Претърпява тежко поражение, заради което през 104 пр.н.е. народният трибун Гней Домиций Ахенобарб повдига против него обвинение, но голяма част от Сената гласува за невинността на Силан.
Цицерон го определя като добър оратор.